# Església de St Pedr, Carmarthen
Església de St Pedr (en gal·lès: Eglwys San Pedr; en anglès: St Peter's Church) és l'església parroquial de la ciutat de Carmarthen, al País de Gal·les. Tot i que va ser fundada molt abans, l'edifici actual data com a mínim del segle XIV dC. És l'església més gran de la diòcesi de Sant David (Diocese of Sat David's)  i és un edifici catalaogat de grau 1. També és l'edifici més antic que es conserva a Carmarthen. 

## Història

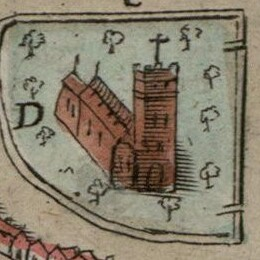
Miniatura de St Pedr (John Speed, 1607)

No se sap si originalment hi havia una església pre-normanda més antiga al lloc, però St Pedr es troba dins del jaciment de  la vila romana de Moridinum, dins de la presumpta porta oest de les muralles romanes. L'església, podria haver estat fundada poc després de la construcció del castell normand i devia estar situada a mig camí entre el castell i l'assentament monàstic de Llandeulyddog, que se sap que existia abans de la conquesta normanda. La seva ubicació li hauria permès servir les necessitats espirituals, tant de la comunitat gal·lesa d'Old Carmarthen, com de New Carmarthen, que es va desenvolupar a l'ombra del castell. 
L'església de St Pedr està documentat que fou vinculada a l'Abadia de Battle entre els anys 1107 i 1124.  L'edifici actual de l'església, probablement, data de més tard, amb una nau i un presbiteri del segle XIII o XIV. La nau sud i el transsepte nord possiblement daten de finals del segle XIV. La torre va ser reconstruïda un segle després i s'hi va afegir un porxo. La nau i el presbiteri es van aixecar i es van reconstruir, en gran part, durant el segle XVI.
Durant la dissolució Tudor, al segle XVI, St Pedr va passar a ser propietat de la Corona. Els Consistory Courts (tribunals del consistori) del canceller de la diòcesi de St Davids van tenir lloc a l'església i el bisbe Robert Ferrar va ser jutjat aquí, l'any 1555.  El 1816, l'església va passar a estar sota el patrocini del St David's College de Lampeter fins que va passar a l'àmbit del bisbe de St Davids a principis del segle XX.

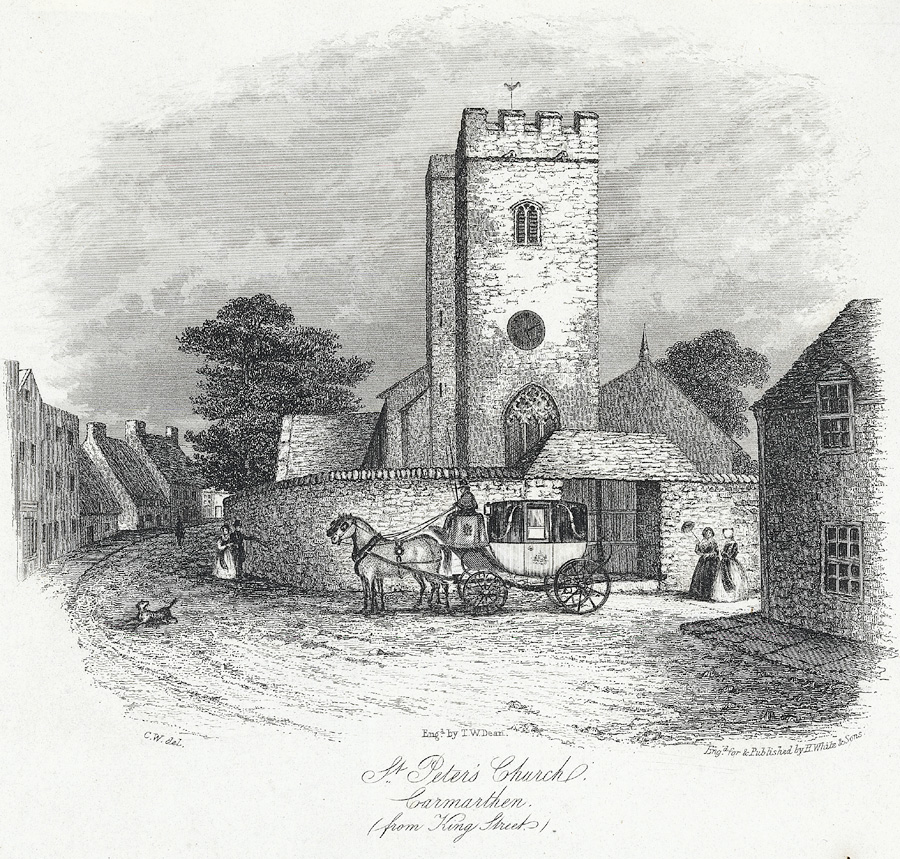
St Pedr, vers l'any 1860

Una de les persones més conegudes que han estat enterrades a St Pedr és el satíric del segle XVIII, Sir Richard Steele, que es va casar amb una dona local, Mary Scurlock, i va morir a Carmarthen el 1729.
Fins al segle XIX, St Pedr era l'única església anglicana de Carmarthen. Això va canviar amb la inauguració de l'església de St David, a finals de la dècada de 1830. Durant el segle XIX, es van dur a terme reparacions i restauracions i el rellotge actual, obra d'EV Collier, es va afegir a la torre l'any 1903.
El 1954 l'església va rebre una declaració de patrimoni de grau 1.

## Descripció
Es diu que St Pedr és l'església més gran de Gal·les  i la nau més llarga de la diòcesi. Els murs de l'església estan construïts amb pedra de runes i amb teulades de pissarra. La torre a l'extrem oest té una torreta quadrada a la cantonada nord-est i va ser emblanquinada amb calç el 2001. Dins de la torre hi ha vuit campanes, quatre de les quals són les  originals, foses per Abraham Rudhall, de Gloucester, l'any 1722.  El porxo sud es va convertir en una capella commemorativa de la guerra el 1969, i la seva porta es va substituir per una finestra apuntada.  L'entrada principal a l'església és per la porta que hi ha a la base de la torre.

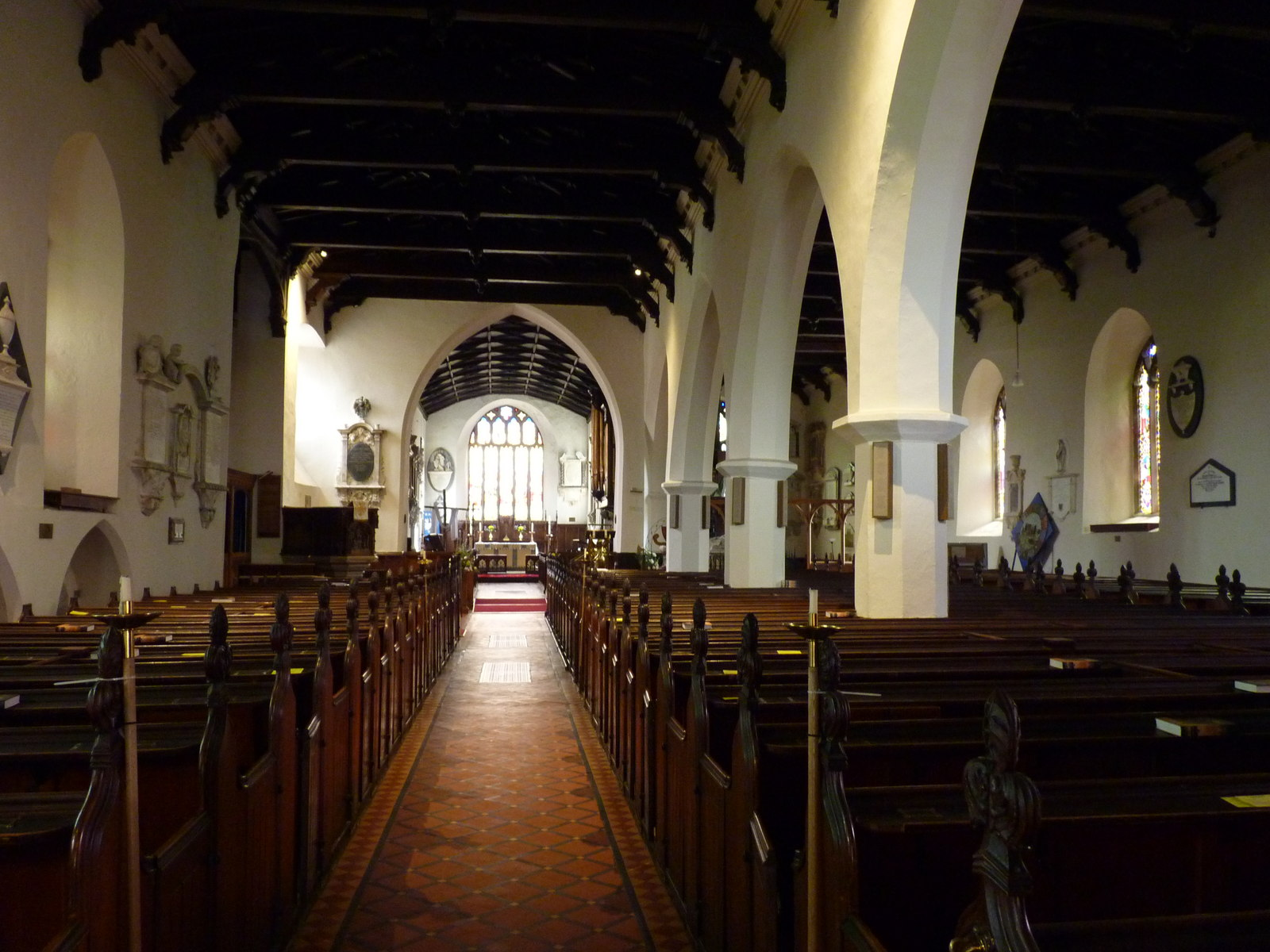
Vista de l'interior mirant cap a l'est, al llarg de la nau, cap al presbiteri.

El cos principal de l'església consta d'una nau llarga i un presbiteri, separats de la nau sud per cinc trams d'arcs.  En total, l'interior fa 52 metres de llargada des de la porta de la torre oest fins a la finestra est del presbiteri, i la nau i la nau sud tenen 15 metres d'amplada total.  Les teulades de bigues de martell van ser substituïdes per l'arquitecte del Palau de Buckingham, John Nash, el 1785, però van ser substituïdes de nou, el 1861, com a part de les restauracions de mitjans del segle XIX. Moltes de les finestres van ser substituïdes el 1846 o modificades durant la dècada de 1860. Les rajoles decoratives del terra del presbiteri i les naus daten de 1866/76 i són de Maw &amp; Co.
Hi ha un gran nombre de tombes i monuments importants dintre de l'església. La tomba de Rhys ap Thomas, que es diu que va donar el cop fatal al rei Ricard III, es troba dins de l'església.

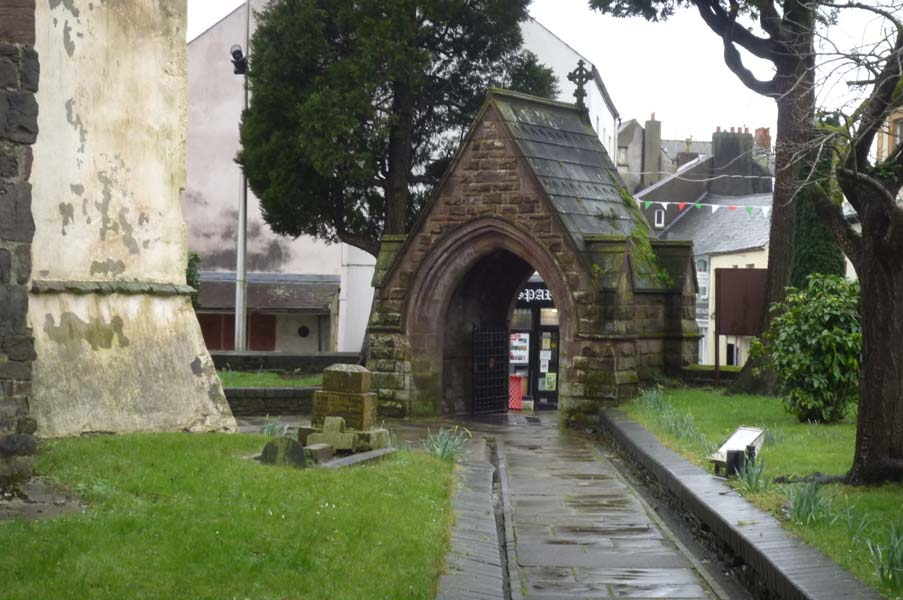
Lychgate, vist des del cementiri

L'entrada nord-oest del cementiri, davant del campanar, és a través d'una porta neogòtica, de gres vermell, i un conjunt de portes de ferro. La porta va ser dissenyada per Francis E. Jones, de Londres, i construïda el 1879, en memòria del reverend Latimer M. Jones, vicari de la parròquia entre els anys 1863 i 1877. La porta està catalogada de Grau 2.

## Amenaça de tancament
El 2014, el vicari, el reverend Leigh Richardson, va anunciar que l'església tenia molt poques reserves financeres i que, amb uns costos de funcionament de 50.000 lliures anuals, estava sota amenaça de tancament. Recentment, l'església havia hagut de pagar 20.000 lliures per reparar el vitrall principal, després de danys causats per actes vandàlics. Una possible font de visitants i ingressos addicionals podria ser una exposició sobre el Llibre Negre de Carmarthen.
El 2015 es va organitzar un concert per recaptar fons, els ingressos del qual es van compartir entre l'església i organitzacions benèfiques, amb el suport dels Guàrdies Gal·lesos .

## Església de la mare d'en Merlí
A la seva Historia Regum Britanniae, el cronista Geoffrey de Monmouth recull la llegenda que explica que la mare del mag-druida Merlí vivia amb monges a l'església de St Pedr de Carmarthen. Es un punt important de la mitologia gal·lesa.